# Offenbarung (Patentrecht)
Mit dem Begriff Offenbarung (englisch "disclosure") wird im Patentrecht der Inhalt einer Quelle bezeichnet, wie er sich im Anmelde- und Rechtsbestandsverfahren ergibt. Dabei wird dieser Begriff im deutschen und im europäischen Patentrecht in zwei unterschiedlichen und bei Verwechslung zu Unverständnis führenden Bedeutungen gebraucht.
Nach der ständigen Rechtsprechung des BGH gibt es einen einheitlichen Offenbarungsbegriff. Demgegenüber differenziert die Rechtsprechung des EPA zwischen der ausführbaren ("enabeling disclosure") Offenbarung und der ursprünglichen Offenbarung ("sufficency of disclosure"). Diese Unterscheidung ist der deutschen Rechtsprechung im Wesentlichen fremd. Der nachfolgende Artikel legt die Rechtsprechung des EPA zugrunde.
Meistens ist der Begriff Offenbarung (oder ursprüngliche Offenbarung oder auch Offenbarungserfordernis) die jargonhafte, durch Gesetzeswortlaut nicht vorgegebene Benennung eines gleichwohl gesetzlich geforderten Kriteriums für die Zulässigkeit von Änderungen von Teilen einer Patentanmeldung oder eines Patents oder für die Zulässigkeit des Inhalts einer Teilanmeldung. Dieser Gehalt wird folgend unter der Überschrift 1 Offenbarung als Zulässigkeitsvoraussetzung für Änderungen dargestellt.
Die deutlich seltener benötigte und verwendete, aber durch Gesetzeswortlaut vorgegebene Bedeutung des Begriffs ist die Benennung eines Kriteriums betreffend die technisch vollständige Darlegung einer Erfindung in einer Patentanmeldung.  Dieser Gehalt wird weiter unten unter der Überschrift 2 Offenbarung als Vollständigkeitskriterium einer technischen Lehre erläutert.

## Offenbarung als Zulässigkeitsvoraussetzung für Änderungen

### Regelungsgehalt
Das Offenbarungserfordernis bestimmt umgangssprachlich und verkürzt ausgedrückt, dass durch Änderungen in einer Patentanmeldung oder einem Patent nach deren Anmeldung in sie keine zusätzlichen Inhalte eingeführt werden dürfen. Im Jargon sagt man, dass Änderungen ursprünglich offenbart sein müssen. Notwendige Änderungen der Anmeldung oder des Patents dürfen keine Inhalte erzeugen, die nicht anfänglich erkennbar waren. Dies gilt sowohl für die Hinzunahme von anfänglich nicht beschriebenen Merkmalen wie auch für die Weglassung oder Streichung von Merkmalen, die anfänglich als zwingend beschrieben waren. Auch Umgruppierungen oder Um-Kombinationen von Merkmalen werden auf Offenbarung hin geprüft. In der Praxis betrifft dies regelmäßig die Überarbeitung von Patentansprüchen im Prüfungs-, Einspruchs- oder Nichtigkeitsverfahren.
Auch Teilanmeldungen dürfen dem Offenbarungserfordernis folgend keine Inhalte haben, die nicht schon in der in Bezug genommenen Stammanmeldung enthalten waren.

### Rechtsgrundlage

#### Änderungen einer Patentanmeldung
Im deutschen Patentgesetz (PatG) ist das Offenbarungserfordernis in § 38 PatG festgeschrieben. Er sagt auch, dass Änderungen nur zulässig sind, soweit sie den Gegenstand der Anmeldung nicht erweitern, und dass wenn sie doch geschehen sein sollten, aus ihnen keine Rechte hergeleitet werden können, also der Anmelder oder Patentinhaber mit ihnen nicht die Patentwürdigkeit seiner Erfindung argumentieren kann. Im Europäischen Patentübereinkommen (EPÜ) ist Art. 123 Abs. 2 die Rechtsgrundlage des Offenbarungserfordernisses für Änderungen innerhalb einer Patentanmeldung oder eines Patents, er fordert, dass Patent/Anmeldungen nicht in der Weise geändert werden dürfen, dass ihr Gegenstand über den Inhalt der Anmeldung in der ursprünglich eingereichten Fassung hinausgeht.

#### Inhalt einer Teilanmeldung
Das bisher angesprochene Offenbarungskriterium betrifft Änderungen innerhalb einer Anmeldung. Dies erfasst nicht die Einreichung einer Teilanmeldung zu einer schon anhängigen Patentanmeldung, denn das ist kein Vorgang innerhalb einer Anmeldung. Aber auch Teilanmeldungen sollen bei ihrer Einreichung nicht über den Inhalt der in Bezug genommenen Stammanmeldung hinausgehen. Wiederum im Jargon sagt man, dass der Gehalt der Teilanmeldung schon in der Stammanmeldung offenbart sein muss. Im deutschen Patentgesetz ergibt sich das aus § 39 PatG. Im EPÜ ist dies der Regelungsgenhalt des Art. 76. Er ist im Wesentlichen gleich lautend zum Art. 123 Abs. 2 EPÜ formuliert, betrifft aber nicht die Vorgänge innerhalb einer Anmeldung, sondern das inhaltliche Verhältnis zwischen Stammanmeldung und Teilanmeldung.

### Einzelheiten

#### Systematische Bedeutung
Das Erfordernis der ursprünglichen Offenbarung von Änderungen bewirkt, dass nach der Anmeldung eines Patents bei einem Patentamt keine zusätzlichen Inhalte in eine Patentanmeldung aufgenommen werden können. Dies ist aus zwei Gründen notwendig:

##### Stichtagssystematik für "Stand der Technik"
Zur Prüfung der Patentwürdigkeit wird das, was geschützt werden soll, mit dem „Stand der Technik“ verglichen. Das ist das vor dem Anmeldetag oder Prioritätstag als Stichtag irgendwo auf der Welt irgendwie bekannt gewordene Wissen. Das Offenbarungserfordernis bewirkt, dass diese Stichtagssystematik erhalten bleibt und dass nicht erst später (z. B. zwei Jahre nach der Anmeldung) erkannte Merkmale zur Argumentation gegen einen früher auf den Stichtag begrenzten Stand der Technik verwendet werden können.

##### Rechtssicherheit
Patente sind Schutzrechte gegen jedermann in einem bestimmten Territorium. Damit die Situation für die betroffene Öffentlichkeit möglichst vorhersehbar wird, werden Patentanmeldungen in der ursprünglich eingereichten Fassung veröffentlicht. Das Offenbarungserfordernis für Änderungen einer Patentanmeldung stellt sicher, dass Gestaltungsmöglichkeiten eines Patents oder einer Patentanmeldung nur im Rahmen des veröffentlichten Umfangs existieren und darüber hinaus keine Überraschungen auftreten können, etwa indem zwei Jahre später „nachgelegt“ wird.

#### Auswirkung im Prüfungsverfahren
Die Notwendigkeit von Änderungen ergibt sich regelmäßig bei der Prüfung und Formulierung von Patentansprüchen im amtlichen Prüfungsverfahren einer Patentanmeldung vor der Erteilung des Patents. Die Patentansprüche sind diejenigen Textstellen eines Patents, die einerseits die Merkmalskombinationen wiedergeben, die die Patenterteilung rechtfertigen sollen, und die andererseits auch den Schutz des entstehenden Patents auf ebendiese Kombinationen begrenzen. Wenn hier im Zuge der Diskussion mit dem Patentamt während des Prüfungsverfahrens Änderungen nötig sind, darf man sich aus dem ursprünglichen Inhalt der Anmeldung bedienen, aber wegen des Offenbarungserfordernisses eben nicht darüber hinausgehend.

#### Bewertungsstandards
Das Überprüfen des Offenbarungserfordernisses erfordert den Vergleich der geänderten Stelle mit dem Inhalt der Anmeldung in der ursprünglich eingereichten Fassung. Hierbei kann es zu vielerlei Konstellationen und Fragestellungen kommen. Oft sind für den Vergleich Interpretationen des ursprünglichen Texts und/oder der zu bewertenden geänderten Stelle nötig. Es stellt sich dann die Frage, unter welchen Prämissen dies vorzunehmen ist.

##### Gemeinsamkeiten
Über die verschiedenen Patentrechtssysteme hinweg herrscht Einigkeit darüber, dass das Erfordernis der ursprünglichen Offenbarung von Änderungen nicht dahingehend zu verstehen ist, dass eine geänderte Stelle wortwörtlich schon vorher irgendwo in der ursprünglich eingereichten Fassung der Anmeldung gestanden haben muss. Vielmehr wird auf das Verständnis eines fachmännischen Lesers abgestellt und gefragt, ob sich für ihn vor dem Hintergrund seines Fachwissens die geänderten Stellen aus den ursprünglichen Unterlagen ergeben.

##### Unterschiede
Gleichwohl wenden unterschiedliche Patentämter das Offenbarungskriterium unterschiedlich streng an. Die Unterschiede sind beachtlich.
Das mit Abstand strengste Patentamt weltweit in Offenbarungsfragen dürfte das Europäische Patentamt sein. Der argumentative Aufwand insoweit dem Europäischen Patentamt gegenüber und andererseits der Beratungsbedarf hierzu den Anmeldern gegenüber ist enorm, reicht an den für die Sacharbeit notwendigen Aufwand heran und wird von unerfahrenen Anmeldern, aber auch von Patentprüfern unterschätzt. Das Europäische Patentamt widmet dem Thema "Änderungen und Korrekturen" ein eigenes Kapitel in seinen Prüfungsrichtlinien, dessen Umfang nur gering hinter dem den materiellen Erfordernissen gewidmeten Kapitel zurückbleibt.
Das US-Patentamt hat dagegen eine großzügige Praxis angenommen. Dies führt dazu, dass Anmelder, die im US-Verfahren Erfahrung haben, ihre Patentanmeldung manchmal nur rudimentär formulieren. Im US-Patentamt treffen sie oft auch auf verständnisvolle Prüfer. Im EP-Verfahren haben sie dagegen häufig Schwierigkeiten, denn grob skizzierende Beschreibungen, die dem US-Patentamt genügen, werden vom EPA oft als nicht ausreichend beurteilt und können dann wegen des Offenbarungserfordernisses auch nicht ergänzt oder geklärt werden.

#### Änderungen von Gebrauchsmuster
Die obigen Ausführungen gelten auch für die Änderungen von Gebrauchsmustern.

## Offenbarung als Vollständigkeitskriterium einer technischen Lehre

### Regelungsgehalt
Das Offenbarungserfordernis als Vollständigkeitskriterium bestimmt umgangssprachlich und verkürzt ausgedrückt, dass eine Lehre, um patentwürdig zu sein, so weit erläutert werden muss, dass sie ausgeführt werden kann. Damit wendet sich die Regelung gegen zwei Szenarien:
- Technischer Unfug kann damit patentrechtlich aussortiert werden, z. B. ein angemeldetes Perpetuum mobile, denn bis zur Ausführbarkeit sind sie nicht beschrieben.
- Auch technisch Unausgegorenes oder (versehentlich oder absichtlich) unvollständig Erläutertes ist dem Patentschutz nicht zugänglich.

### Rechtsgrundlage
Eine ausreichend nachvollziehbare Darlegung einer einem Patent zugrundeliegenden technischen Lehre wird von § 34 Abs. 4 PatG oder dem entsprechenden, mit „Offenbarung der Erfindung“ überschriebenen Art. 83 EPÜ zwingend gefordert.

### Einzelheiten

#### Praxis
Das Erfordernis ist nicht so weitgehend zu verstehen, dass ein Patent oder seine Anmeldung einem Leser eine vollständige „Bauanleitung“ für eine Erfindung geben müssten. Die beschriebene Lehre muss vielmehr auf derjenigen Konzeptionsebene nachvollziehbar beschrieben sein, auf der die Erfindung liegt. Es muss aber kein "funktionierendes Gerät" im Sinne einer Implementierung oder eines Prototyps beschrieben werden. Es kann auch dem Leser schon überlassen bleiben, in kleinerem Rahmen selbst noch Versuche vorzunehmen.
Das Kriterium kommt faktisch selten gegen ein Patent oder seine Anmeldung zur Anwendung, denn die meisten Patentanmeldungen sind ihm genügend verfasst.

#### Verstoß oft irreparabel
Wenn ein Patent oder eine Patentanmeldung aber gegen das Gebot der deutlichen und vollständigen Offenbarung verstößt, ist dies oft nicht mehr durch deren Ergänzung oder Korrektur reparabel. Denn diese würden ja inhaltliche Änderungen des Patents bzw. der zugehörigen Anmeldung darstellen, die gemäß der anderen, weiter oben erläuterten Bedeutung des Offenbarungskriteriums unzulässig wären. Es bleibt dann nur die Aufgabe bzw. die Zurückweisung des Patents bzw. der Anmeldung.